# Nogalo
Nogalo (eng. Footsy) je hrvatska animirana televizijska serija koju je za Hrvatsku radioteleviziju autora Ivice Šegvića.

## O seriji
Glavni lik serije plavo je humanoidno stvorenje čija su glava i stopala istog oblika, što ih čini međusobno zamjenjivima.
Inicijalna ideja nastala je na radionici animacije za početnike ispred Kinoteke u Splitu, gdje je Ivica Šegvić naposljetku okupio tim koji je do kraja razradio svoju ideju.
Prva epizoda, "Glava za kapu", prikazana je na festivalima u Zagrebu i Chicagu (1994.), kao i u Cannesu u Francuskoj, gdje je naišla na pozitivan prijem. Hrvatska radiotelevizija proizvela je ukupno 39 epizoda, koje su emitirane i u inozemstvu, u zemljama poput Hong Konga, Izraela, Francuske, Njemačke, Švedske, Italije, Slovenije i Bosne i Hercegovine. Emisija je animirana tradicionalnom 2D tehnikom crtanja rukom, a svaka epizoda traje otprilike 3 minute. U realizaciji bio je angažiran i istaknuti animator Joško Marušić.

## Vanjske poveznice
- Nogalo u internetskoj bazi filmova IMDb-a